# Pattinaggio di figura ai XVIII Giochi olimpici invernali
Ai XVIII Giochi olimpici invernali del 1998 a Nagano (Giappone), vennero assegnate medaglie in quattro specialità del pattinaggio di figura. Le gare si svolsero nel White Ring di Mashima, Nagano. 

## Pattinaggio di figura maschile[1]
| Pos. | Atleta                 | Nazione       | Prog. corto | Prog. libero | Punti |
| 1    | Il'ja Kulik            | Russia        | 1           | 1            | 1,5   |
| 2    | Elvis Stojko           | Canada        | 2           | 3            | 4,0   |
| 3    | Philippe Candeloro     | Francia       | 5           | 2            | 4,5   |
| 4    | Todd Eldredge          | Stati Uniti   | 3           | 4            | 5,5   |
| 5    | Aleksej Jagudin        | Russia        | 4           | 5            | 7,0   |
| 6    | Steven Cousins         | Regno Unito   | 6           | 7            | 10,0  |
| 7    | Michael Weiss          | Stati Uniti   | 11          | 6            | 11,5  |
| 8    | Guo Zhengxin           | Cina          | 10          | 9            | 14,0  |
| 9    | Michael Tyllisen       | Danimarca     | 9           | 11           | 15,5  |
| 10   | V"jačeslav Zahorodnjuk | Ucraina       | 16          | 8            | 16,0  |
| 11   | Ivan Dinev             | Bulgaria      | 7           | 14           | 17,5  |
| 12   | Jeff Langdon           | Canada        | 17          | 10           | 18,5  |
| 13   | Szabolcs Vidrai        | Ungheria      | 12          | 13           | 19,0  |
| 14   | Dmytro Dmytrenko       | Ucraina       | 8           | 16           | 20,0  |
| 15   | Takeshi Honda          | Giappone      | 18          | 12           | 21,0  |
| 16   | Igor Pashkevich        | Azerbaigian   | 13          | 15           | 21,5  |
| 17   | Yamato Tamura          | Giappone      | 15          | 17           | 24,5  |
| 18   | Michael Shmerkin       | Israele       | 14          | 18           | 25,0  |
| 19   | Roman Skorniakov       | Uzbekistan    | 20          | 19           | 29,0  |
| 20   | Margus Hernits         | Estonia       | 19          | 20           | 29,5  |
| 21   | Cornel Gheorghe        | Romania       | 21          | 21           | 31,5  |
| 22   | Patrick Meier          | Svizzera      | 22          | 22           | 33,0  |
| 23   | Gilberto Viadana       | Italia        | 24          | 23           | 35,0  |
| 24   | Lee Kyu-hyun           | Corea del Sud | 23          | 24           | 35,5  |

Non qualificati per il programma libero:
| Pos. | Atleta         | Nazione       |
| 25   | Anthony Liu    | Australia     |
| 26   | Róbert Kažimír | Slovacchia    |
| 27   | David Liu      | Taipei cinese |
| 28   | Yuri Litvinov  | Kazakistan    |
| 29   | Patrick Schmit | Lussemburgo   |

## Pattinaggio di figura femminile[1]
| Pos. | Atleta            | Nazione     | Prog. corto | Prog. libero | Punti |
| 1    | Tara Lipinski     | Stati Uniti | 2           | 1            | 2,0   |
| 2    | Michelle Kwan     | Stati Uniti | 1           | 2            | 2,5   |
| 3    | Lu Chen           | Cina        | 4           | 3            | 5,0   |
| 4    | Marija Butyrskaja | Russia      | 3           | 4            | 5,5   |
| 5    | Irina Sluckaja    | Russia      | 5           | 5            | 7,5   |
| 6    | Vanessa Gusmeroli | Francia     | 8           | 6            | 10,0  |
| 7    | Elena Sokolova    | Russia      | 10          | 7            | 12,0  |
| 8    | Tat'jana Malinina | Uzbekistan  | 9           | 8            | 12,5  |
| 9    | Elena Liashenko   | Ucraina     | 7           | 10           | 13,5  |
| 10   | Surya Bonaly      | Francia     | 6           | 11           | 14,00 |
| 11   | Yulia Lavrenchuk  | Ucraina     | 15          | 9            | 16,5  |
| 12   | Joanne Carter     | Australia   | 11          | 12           | 17,5  |
| 13   | Shizuka Arakawa   | Giappone    | 14          | 14           | 21,0  |
| 14   | Julia Lautowa     | Austria     | 21          | 13           | 23,5  |
| 15   | Júlia Sebestyén   | Ungheria    | 18          | 15           | 24,5  |
| 16   | Yulia Vorobieva   | Azerbaigian | 18          | 16           | 25,0  |
| 17   | Nicole Bobek      | Stati Uniti | 17          | 17           | 25,5  |
| 18   | Lenka Kulovaná    | Rep. Ceca   | 16          | 18           | 26,0  |
| 19   | Anna Rechnio      | Polonia     | 13          | 20           | 26,5  |
| 20   | Laëtitia Hubert   | Francia     | 12          | 21           | 27,0  |
| 21   | Alisa Drei        | Finlandia   | 20          | 19           | 29,0  |
| 22   | Marta Andrade     | Spagna      | 24          | 22           | 34,0  |
| 23   | Mojca Kopač       | Slovenia    | 22          | 23           | 34,0  |
| 24   | Shirene Human     | Sudafrica   | 23          | 24           | 35,5  |

Non qualificate per il programma libero:
| Pos. | Atleta           | Nazione  |
| 25   | Ivana Jacupcevic | Croazia  |
| 26   | Henena Grundberg | Svezia   |
| 27   | Tony Bombardieri | Italia   |
| 28   | Sofia Penkova    | Bulgaria |

## Pattinaggio di figura a coppie[1]
| Pos. | Atleti                                | Nazione     | Prog. corto | Prog. libero | Punti |
| 1    | Oksana Kazakova Artur Dmitriev        | Russia      | 1           | 1            | 1,5   |
| 2    | Elena Berežnaja Anton Sicharulidze    | Russia      | 3           | 2            | 3,5   |
| 3    | Mandy Wötzel Ingo Steuer              | Germania    | 2           | 3            | 4,0   |
| 4    | Kyoko Ina Jason Dungjen               | Stati Uniti | 4           | 4            | 6,0   |
| 5    | Shen Xue Zhao Hongbo                  | Cina        | 8           | 5            | 9,0   |
| 6    | Sarah Abitbol Stéphane Bernadis       | Francia     | 7           | 6            | 9,5   |
| 7    | Marina El'cova Andrej Buškov          | Polonia     | 5           | 7            | 9,5   |
| 8    | Jenni Meno Todd Sand                  | Stati Uniti | 6           | 9            | 12,0  |
| 9    | Peggy Schwarz Mirko Müller            | Germania    | 9           | 8            | 12,5  |
| 10   | Dorota Zagórska Mariusz Siudek        | Polonia     | 10          | 11           | 16,0  |
| 11   | Evgenia Filonenko Igor Marchenko      | Ucraina     | 13          | 10           | 16,5  |
| 12   | Kristy Sargeant Kris Wirtz            | Canada      | 11          | 12           | 17,5  |
| 13   | Danielle McGrath Stephen Carr         | Australia   | 15          | 13           | 20,5  |
| 14   | Marina Khalturina Andrei Krukov       | Kazakistan  | 16          | 14           | 22,0  |
| 15   | Kateřina Beránková Otto Dlabola       | Rep. Ceca   | 14          | 15           | 22,0  |
| 16   | Marie-Claude Savard-Gagnon Luc Bradet | Canada      | 12          | 16           | 22,0  |
| 17   | Sabrina Lefrançois Nicholas Osseland  | Francia     | 17          | 17           | 25,5  |
| 18   | Inga Rodionova Aleksandr Anichenko    | Azerbaigian | 19          | 18           | 27,5  |
| 19   | Maria Krasilteva Alexander Chestnikh  | Armenia     | 18          | 19           | 28,0  |
| 20   | Marie Arai Shin Amano                 | Giappone    | 20          | 20           | 30,0  |

## Danza sul ghiaccio[1]
| Pos. | Atleta                                  | Nazione     | CD 1 | CD 2 | OD | FD | Punti |
| 1    | Oksana Grischtschuk Evgeni Platov       | Russia      | 1    | 1    | 1  | 1  | 12,0  |
| 2    | Anželika Krylova Oleg Ovsjannikov       | Russia      | 2    | 2    | 2  | 2  | 4,0   |
| 3    | Marina Anissina Gwendal Peizerat        | Francia     | 3    | 3    | 3  | 4  | 7,0   |
| 4    | Shae-Lynn Bourne Victor Kraatz          | Canada      | 5    | 4    | 4  | 3  | 7,2   |
| 5    | Irina Lobačëva Il'ja Averbuch           | Russia      | 4    | 5    | 5  | 5  | 9,8   |
| 6    | Barbara Fusar-Poli Maurizio Margaglio   | Italia      | 6    | 6    | 6  | 6  | 12,0  |
| 7    | Elizabeth Punsalan Jerod Swallow        | Stati Uniti | 7    | 7    | 7  | 7  | 14,0  |
| 8    | Margarita Drobiazko Povilas Vanagas     | Germania    | 8    | 9    | 8  | 8  | 16,2  |
| 9    | Irina Romanova Igor Yaroshenko          | Ucraina     | 9    | 8    | 10 | 9  | 18,4  |
| 10   | Kati Winkler René Lohse                 | Germania    | 11   | 11   | 9  | 10 | 19,8  |
| 11   | Sophie Moniotte Pascal Lavanchy         | Francia     | 10   | 10   | 12 | 11 | 22,2  |
| 12   | Sylwia Nowak Sebastian Kolasiński       | Polonia     | 12   | 12   | 11 | 12 | 23,4  |
| 13   | Kateřina Mrázová Martin Šimeček         | Rep. Ceca   | 13   | 13   | 13 | 13 | 26,0  |
| 14   | Galit Chait Sergej Sachnovskij          | Israele     | 17   | 14   | 14 | 14 | 28,6  |
| 15   | Olena Hrušyna Ruslan Hončarov           | Ucraina     | 15   | 16   | 15 | 15 | 30,2  |
| 16   | Tat'jana Navka Nikolai Morozov          | Bielorussia | 14   | 15   | 17 | 16 | 32,0  |
| 17   | Diane Gerencser Pasquale Camerlengo     | Italia      | 16   | 17   | 16 | 17 | 33,2  |
| 18   | Albena Denkova Maxim Staviski           | Bulgaria    | 18   | 18   | 18 | 18 | 36,0  |
| 19   | Chantal Lefebvre Michel Brunet          | Canada      | 19   | 19   | 19 | 19 | 38,0  |
| 20   | Dominique Deniaud Martial Jaffredo      | Francia     | 20   | 21   | 21 | 20 | 40,8  |
| 21   | Jessica Joseph Charles Butler           | Stati Uniti | 22   | 20   | 20 | 21 | 41,4  |
| 22   | Elizaveta Stekolnikova Dmitri Kazarlyga | Kazakistan  | 23   | 22   | 22 | 22 | 44,2  |
| 23   | Aya Kawai Hiroshi Tanaka                | Giappone    | 21   | 23   | 23 | 23 | 45,6  |
| 24   | Ksenia Smetanenko Samuel Gezalian       | Armenia     | 24   | 24   | 24 | 24 | 48,0  |

CD 1 = Compulsory Dance 1 (Danza obbligatoria);
CD 2 = Compulsory Dance 2 (Danza obbligatoria);
OD = Danza originale;
FD = Free Dance (danza libera).

## Medagliere per nazioni
| Pos | Nazione     | Oro | Argento | Bronzo | Totale |
| --- | ----------- | --- | ------- | ------ | ------ |
| 1   | Russia      | 3   | 2       | 0      | 5      |
| 2   | Stati Uniti | 1   | 1       | 0      | 2      |
| 3   | Canada      | 0   | 1       | 0      | 1      |
| 4   | Francia     | 0   | 0       | 2      | 2      |
| 5   | Germania    | 0   | 0       | 1      | 1      |
| 5   | Cina        | 0   | 0       | 1      | 1      |